# Cédric Ravanel
Cédric Ravanel (Sallanches, 26 de noviembre de 1978) es un deportista francés que compitió en ciclismo de montaña en la disciplina de campo a través. Está casado con la también ciclista de montaña Cécile Rode.
Ganó 4 medallas en el Campeonato Mundial de Ciclismo de Montaña entre los años 2002 y 2009, y 3 medallas en el Campeonato Europeo de Ciclismo de Montaña entre los años 2002 y 2007.

## Palmarés internacional
| Campeonato Mundial | Campeonato Mundial   | Campeonato Mundial | Campeonato Mundial         |
| Año                | Lugar                | Medalla            | Competición                |
| ------------------ | -------------------- | ------------------ | -------------------------- |
| 2002               | Kaprun (Austria)     | Medalla de plata   | Campo a través por relevos |
| 2004               | Les Gets (Francia)   | Medalla de plata   | Campo a través             |
| 2005               | Livigno (Italia)     | Medalla de bronce  | Campo a través por relevos |
| 2009               | Camberra (Australia) | Medalla de bronce  | Campo a través por relevos |
| Campeonato Europeo |                      |                    |                            |
| Año                | Lugar                | Medalla            | Competición                |
| 2002               | Zúrich (Suiza)       | Medalla de oro     | Campo a través por relevos |
| 2006               | Lamosano (Italia)    | Medalla de plata   | Campo a través por relevos |
| 2007               | Capadocia (Turquía)  | Medalla de plata   | Campo a través por relevos |